# Gitaroo Man
Gitaroo Man (ギタルマン?, Gitaru Man) è un videogioco musicale del 2001 sviluppato da Koei e iNiS e pubblicato da Koei per PlayStation 2. Del videogioco è stata realizzata una conversione per PlayStation Portable dal titolo Gitaroo Man Lives!, uscita in Giappone come Gitaroo Man Live! (ギタルマンライブ!?, Gitaru Man Raibu!).

## Modalità di gioco
Simile come gameplay a PaRappa the Rapper, Gitaroo Man presenta due diverse meccaniche di gioco che prevedono l'uso dello stick analogico e dei pulsanti del controller PlayStation.

## Accoglienza
La rivista Play Generation lo classificò come il secondo gioco musicale più alternativo tra quelli usciti su PlayStation 2.
Keith Stuart di The Guardian considerò Gitaroo Man come uno dei trenta migliori videogiochi dimenticati nel corso del tempo.